# 阿爾·皮斯
艾倫·「阿爾」·域陀·皮斯（英語：Alan "Al" Victor Pease；1921年10月15日—2014年5月4日）是一名英國裔加拿大籍賽車手。
皮斯是一级方程式赛车首位，亦是至今唯一一位因速度太慢而在比賽期間被取消比賽資格的車手。

## 早年生活
皮斯在英格蘭長大，並在17歲時入伍從軍，曾被派遣到印度、羅德西亞、埃及。他在退伍後先後移民到美国及加拿大，並在加拿大在百貨公司辛普森擔任插畫家一職。

## 赛车生涯
皮斯在1950年代開展賽車生涯，曾參與加拿大當地各項賽車比賽，當中包括在1963年於當時還是非一级方程式錦標賽的加拿大大獎賽取得第八名。
皮斯的一级方程式生涯仅限于三场加拿大大奖赛。1967年8月27日，在嘉實多石油公司的贊助下，皮斯於當屆加拿大大獎賽中首次亮相一级方程式。他駕駛老鷹–頂點的Mk1賽車在排位賽排第16位，及後因约·西费尔未起步而令他能在第15位起步。皮斯在起步時因電池故障須替換而落後領先車手六個圈，在賽車重新起動後再因打滑而令引擎熄火及電池耗盡，逼使他在比賽途中跑回維修站領取新電池後再跑回賽車，令他大幅落後對手。儘管他能夠完成賽事，他在衝過終點線時落後當站冠軍積奇·伯拉咸43圈，因此他在該站無成績完賽（NC）。
他在1968年加拿大大獎賽再次參賽。他駕駛老鷹Mk1在排位賽敬陪末座，並在賽事開始時因引擎問題未能起步。
在1969年加拿大大獎賽，他連續第三年駕駛同一部老鷹Mk1參賽，並在排位賽落後桿位車手傑基·埃克斯達11.1秒，將在正賽以第17名起步。他在正賽中因速度太慢而在被套圈時導致多次事故，其中一位被皮斯影響到的車手為馬特拉車隊的，馬特拉車隊的老闆在事件後馬上向賽會投訴皮斯，令皮斯被展示黑旗，取消資格。皮斯當時僅完成22個圈，而領先的車手已完成46個圈。皮斯在這場比賽成為了一级方程式赛车史上唯一一位因速度太慢而被取消資格的車手。
儘管皮斯的一级方程式生涯短暫，他仍憑着在不同比賽奪得的多項冠軍，在1998年入選加拿大赛车运动名人堂。

## 逝世
2014年5月24日，皮斯在其位于田纳西州的家中去世，享年92岁。

## 歷年成績

### 一級方程式各賽季成績
（圖例）
| 賽季   | 車隊           | 賽車     | 引擎              | 1  | 2  | 3  | 4  | 5  | 6  | 7  | 8             | 9             | 10     | 11 | 12 | 名次 | 積分 |
| ------ | -------------- | -------- | ----------------- | -- | -- | -- | -- | -- | -- | -- | ------------- | ------------- | ------ | -- | -- | ---- | ---- |
| 1967年 | 嘉實多石油公司 | 老鷹 Mk1 | 頂點 直列四缸引擎 | 南 | 摩 | 荷 | 比 | 法 | 英 | 德 | 加 NC         |  | 美     | 墨 |    | NC   | 0    |
| 1968年 | 嘉實多石油公司 | 老鷹 Mk1 | 頂點 直列四缸引擎 | 南 | 西 | 摩 | 比 | 荷 | 法 | 英 | 德            |  | 加 DNS | 美 | 墨 | NC   | 0    |
| 1969年 | John Maryon    | 老鷹 Mk1 | 頂點 直列四缸引擎 | 南 | 西 | 摩 | 荷 | 法 | 英 | 德 |  | 加 DSQ        | 美     | 墨 |    | NC   | 0    |